# Marszynci
Marszynci (ukr. Маршинці) – wieś na Ukrainie, w obwodzie czerniowieckim, w rejonie czerniowieckim. Miejscowość etnicznie mołdawska.
Wieś liczy 4664 mieszkańców.

## Urodzeni
- Sofia Rotaru
- Heorhij Ahratina
- Natalija Łupu